# Bão Alex (1987)
Bão Alex, được biết đến ở Philippines với tên gọi Bão Etang, là một cơn bão đã ảnh hưởng đến Đài Loan, Trung Quốc và Hàn Quốc trong tháng 7 năm 1987. Bão Alex phát triển từ một vùng nhiễu động nhiệt đới trong một rãnh gió mùa vào cuối ngày 21 tháng 7 ở phía tây nam Guam. Hệ thống sau đó đã phát triển thành một áp thấp nhiệt đới vào ngày hôm sau. Dựa trên các ước tính cường độ từ vệ tinh, áp thấp nhiệt đới đã mạnh lên thành bão nhiệt đới Alex vào ngày 23 tháng 7. Sau khi di chuyển ban đầu theo hướng tây-tây bắc, Alex bắt đầu chuyển hướng về phía tây bắc. Mắt bão hình thành vào ngày 24 tháng 7, và đến ngày hôm sau, Alex mạnh lên thành bão cuồng phong. Cơn bão đạt cường độ cực đại với sức gió 120 km/h (75 dặm/giờ) và áp suất khí quyển tối thiểu 970 mbar (29 inHg). Alex suy yếu khi di chuyển lệch hơn về phía bắc, dù tương tác với địa hình Đài Loan đã khiến nó chuyển sang hướng tây hơn từ ngày 27 tháng 7. Cơn bão đổ bộ gần Thượng Hải khi đã suy yếu thành bão nhiệt đới và tiếp tục yếu đi trên đất liền, dù vậy tàn dư của nó vẫn còn được ghi nhận cho đến ngày 2 tháng 8.
Bão Alex đã gây ra lũ lụt và sạt lở đất trên diện rộng ở Hàn Quốc. Tại Trung Quốc, cơn bão khiến 125 người thiệt mạng và gây thiệt hại đáng kể.

## Lịch sử khí tượng
Bão Alex hình thành ở rìa phía tây của rãnh gió mùa Tây Thái Bình Dương, một rãnh kéo dài 2.500 km (1.600 mi) gần vĩ tuyến 10 Bắc từ quần đảo Caroline đến Đường đổi ngày quốc tế. Cuối ngày 21 tháng 7, hình ảnh vệ tinh lần đầu tiên phát hiện một vùng nhiễu động nhiệt đới ở vị trí cách Guam 370 km (230 mi) về phía tây nam, thúc đẩy Cục Khí tượng Nhật Bản (JMA) phân loại hệ thống này là một áp thấp nhiệt đới. Lúc 06:00 UTC ngày hôm sau, Trung tâm Cảnh báo Bão Liên hợp (JTWC) bắt đầu theo dõi hệ thống khi vùng nhiễu động đã phát triển các dải mưa cong. Sau đó, cả đối lưu và mức độ tổ chức của hệ thống đều gia tăng nhanh chóng. Vào lúc 18:00 UTC ngày 22 tháng 7, hình ảnh vệ tinh cho thấy sự hình thành của một khối mây dày đặc ở trung tâm (CDO), với ước tính cường độ theo kỹ thuật Dvorak là 30 mph (48 km/h). Lúc 19:30 UTC, JTWC đã ban hành Cảnh báo về sự hình thành xoáy thuận nhiệt đới (TCFA) dù hình ảnh vệ tinh chỉ cho thấy một hoàn lưu rộng, xác định kém trong một vùng áp thấp, với áp suất khí quyển tối thiểu là 1.005 mbar (29,68 inHg). Đến 00:00 UTC ngày 23 tháng 7, ước tính cường độ Dvorak đã đạt T2.5 / 40 mph (64 km/h) và một con tàu ở phía bắc hệ thống báo cáo sức gió 35 mph (56 km/h), khiến JTWC phân loại đây là một áp thấp nhiệt đới.
Ban đầu, áp thấp nhiệt đới di chuyển về phía tây và được JTWC dự báo sẽ đi qua quần đảo Philippines. Dự báo này phù hợp với hầu hết các mô hình dự báo xoáy thuận nhiệt đới, vốn cho thấy một quỹ đạo đi qua quần đảo rồi chuyển hướng bắc về phía Trung Quốc, mặc dù sau đó JTWC đã điều chỉnh quỹ đạo lệch về phía bắc hơn, hướng vào eo biển Luzon. Lúc 06:00 UTC ngày 23 tháng 7, JTWC nâng cấp áp thấp nhiệt đới thành bão nhiệt đới Alex, và JMA cũng làm tương tự sáu giờ sau đó. Vào cuối buổi tối hôm sau, JMA đã nâng cấp Alex lên thành một cơn bão nhiệt đới dữ dội khi hình ảnh vệ tinh cho thấy tâm bão đã di chuyển xuống bên dưới vùng đối lưu sâu, sau khi bị lộ ra ở phía đông bắc trước đó. Alex tiếp tục mạnh lên từ từ khi di chuyển theo hướng tây bắc. Bão phát triển một mắt bão trong khoảng thời gian từ 15:00 UTC đến 18:00 UTC ngày 24 tháng 7. Sáng hôm sau, JTWC tuyên bố Alex đã trở thành một cơn bão cuồng phong, ước tính rằng bão đạt cường độ cực đại là 75 mph (121 km/h).
Khi trở thành bão cuồng phong, Alex ở vị trí cách cực bắc Luzon 220 km (140 mi) về phía đông. Vào thời điểm này, hầu hết các mô hình dự báo đều cho thấy bão sẽ di chuyển về phía bắc, ở phía đông Đài Loan, do sự suy yếu của một đới áp cao cận nhiệt đới ở phía nam Nhật Bản và sự hiện diện của một front thời tiết trên bờ biển phía đông châu Á. Vào tối ngày 25 tháng 7, JMA phân loại Alex là bão cuồng phong, đồng thời báo cáo rằng Alex đã đạt cường độ cực đại với sức gió 75 mph (121 km/h) và áp suất tối thiểu là 970 mbar (29 inHg). Mặc dù hình ảnh vệ tinh tiếp tục mô tả một điểm ấm, cho thấy sự hiện diện của mắt bão, cả JMA và JTWC đều ước tính rằng Alex đã suy yếu xuống dưới cấp bão cuồng phong vào ngày 26 tháng 7. Tuy nhiên, theo JMA, Alex đã mạnh trở lại thành một cơn bão cuồng phong trong một thời gian ngắn vào tối hôm đó. Do các điều kiện thời tiết kể trên, Alex di chuyển về phía bắc, đi qua vị trí cách Đài Bắc 55 km (34 mi) về phía đông. Tương tác với địa hình núi cao của Đài Loan khiến Alex lệch về phía tây, đổ bộ vào Ôn Châu dưới dạng một cơn bão nhiệt đới đang suy yếu vào tối ngày 27 tháng 7. Theo JTWC, cơn bão nhanh chóng tan trên đất liền, mặc dù JMA vẫn tiếp tục theo dõi Alex như một cơn bão nhiệt đới tối thiểu khi nó di chuyển vào Hoàng Hải vào tối ngày 28 tháng 7. Dù Alex không thể mạnh lên trở lại theo JTWC, JMA vẫn tiếp tục theo dõi hệ thống như một áp thấp nhiệt đới cho đến ngày 2 tháng 8.

## Tác động & hậu quả

### Đài Loan
Cơn bão gây thiệt hại nhẹ ở Đài Loan và là cơn bão thứ hai ảnh hưởng đến hòn đảo này trong năm 1987. Tại Cơ Long, một người đàn ông 35 tuổi đã thiệt mạng do bị một bức tường đổ sập đè trúng trong trận gió mạnh. Các dịch vụ hàng không và đường sắt cũng bị gián đoạn.

### Trung Quốc
Bão Alex đã ảnh hưởng đến tỉnh Chiết Giang của Trung Quốc trong 14 giờ. Cơn bão đã làm hư hỏng hoặc phá hủy hơn 200 tàu cá, 22 cây cầu, 32 đường dây điện, và làm ngập bốn hồ chứa nước. Các thành phố Ôn Châu và Gia Hưng bị ảnh hưởng nặng nề nhất, với tổng lượng mưa lên tới 11,4 in (290 mm). Thiệt hại trong tỉnh ước tính vượt quá 1,8 triệu USD. Tại Chiết Giang, 34 người đã thiệt mạng. Riêng tại Gia Hưng, ít nhất 300.000 mẫu Anh (120.000 ha) đất nông nghiệp bị ngập lụt. Tại các vùng ngoại ô của Thượng Hải, nằm ở phía bắc nơi cơn bão đổ bộ, 32 người bị thương và 400 ngôi nhà bị hư hại hoặc phá hủy. Hơn 100 con lợn cũng bị chết tại đây. Một người đã thiệt mạng trong một trận lốc xoáy do bão gây ra tại Thượng Hải. Tổng cộng tại Trung Quốc, cơn bão đã khiến 125 người thiệt mạng, khoảng 200 người bị thương. Khoảng 700 ngôi nhà bị phá hủy, 27.000 ha (67.000 mẫu Anh) hoa màu bị hư hại, và khoảng 200 tàu cá bị hư hỏng. Sau cơn bão, quân đội địa phương và dân thường đã hỗ trợ công tác cứu hộ ở Chiết Giang.

### Hàn Quốc
Do có dự báo Alex sẽ đổ bộ trực tiếp vào Hàn Quốc, cảnh báo bão đã được ban hành cho các vùng ven biển. Sau khi các dự báo cho thấy cơn bão dịch chuyển về phía tây, cảnh báo đã được hạ xuống cảnh báo gió lớn. Alex đã ảnh hưởng đến một quốc gia vốn đang phải gánh chịu lũ lụt từ một loạt các hệ thống thời tiết trước đó, khởi đầu là Bão Thelma. Alex gây ra mưa lớn trên khắp cả nước, với lượng mưa có nơi lên tới 12 in (300 mm) trong một ngày. Điều này đã gây ra lũ lụt nghiêm trọng, sạt lở đất và thương vong về người.